# Billy Martin (giocatore di baseball)
Alfred Manuel Martin Jr. (Berkeley, 16 maggio 1928 – New York, 25 dicembre 1989) è stato un giocatore di baseball statunitense.

## Biografia
Martin è nato da Joan (che era conosciuto come "Jenny", sia per la sua famiglia e gli amici, secondo Martin) e Alfred Manuel Martin, Sr. a Berkeley, in California. Egli era di origine portoghese e italiana, come suo padre era nativo delle Azzorre e sua madre è nato in una grande famiglia italiana in California. Joan Martin sempre di cui Alfred, il suo secondo marito (era stata sposata con un nativo italiano di nome Donato Pisani, che la sua famiglia disposta a sposare, e poi sposato un cantante di nome Jack Downey e prese il suo nome, il matrimonio è durato fino a quando Jack molti anni dopo la morte), come il "somaro", perché ha abbandonato la famiglia.
Come Martin è cresciuto a West Berkeley sua madre ha preso nota attenzione a non lasciare il figlio sapere il suo vero nome, non lo voleva sapere ha condiviso lo stesso nome con Alfred Martin. Ha cominciato essere chiamato "Billy" dopo la sua nonna (la madre di Giovanna) iniziato a chiamarlo "Bello" (italiano maschile per "bella", Martin ha detto nel suo Una autobiografia numero che avrebbe anche lo chiamano "Bellitz,", una versione dialettica di la stessa parola). In realtà, come ad attenta cura era stata presa per nascondere nome di battesimo Martino da lui che non abbiamo scoperto fino ad entrare scuola, il primo giorno, mentre l'insegnante si presenti, il suo insegnante ha invitato "Alfred Martin" e il giovane Billy pensava aveva saltato su di lui

## Carriera
Mentre frequentava Berkeley High School, Martin ha provato e iniziato a suonare per la Junior Oakland Oaks, affiliato alla Pacific Coast League Oakland Oaks club. Dopo la laurea nel 1946, ha firmato con Eddie Leishman, anche lui nativo di Berkeley, per Idaho Falls la Classe D Pioneer League, colpendo 0,254 in 32 partite. Verso la fine della stagione 1947, è stato firmato al Oaks, giocare per quella squadra nel 1948 e 1949. Nel 1948, è stato il direttore Martin Casey Stengel, che ammirava il suo gioco aggressivo. Quando Stengel diventato direttore a New York, ha avuto gli Yankees ottenere Martin.
Martin ha iniziato la sua carriera principale della lega nel 1950 come seconda base per gli Yankees. Come giocatore, è stato conosciuto per fare giocate frizione. In Serie Mondiale 1952, ha fatto un gioco di risparmio di cattura su un popup infield nel gioco 7.
Nella stagione 1953, Martin aveva highs di carriera in fuoricampo (15), RBI (75), doppi (24), triple (6), e tempi colpiti da passo (6). È stato il MVP della serie 1953 Mondo, come ha battuto 0,500 con una percentuale di 0,958 slugging e consegnato con un RBI nel gioco 6 per concludere la serie. Martin era un All-Star nel 1956. Nel 1958, Martin ha condotto la lega nei colpi sacrificio, con 13.
Dopo il 1957 il commercio (che comprendeva anche Ralph Terry, Woody Held, e Bob Martyn) al Kansas City Athletics (vedi alterchi di seguito), la carriera di Martin è diminuita, con diversi stint brevi con sei squadre diverse nel corso degli ultimi 4 stagioni e mezzo della sua carriera da giocatore : l'atletica, le Tigri di Detroit, Cleveland Indians, Cincinnati Reds, il Milwaukee Braves e il Minnesota Twins.
Martin si ritirò nel 1961 con una media battuta di 0,257 carriera. Ha colpito 0,333 nelle 28 gare di World Series per gli Yankees.

### Dopo il baseball
Nel marzo 1985, Martin fu nominato annunciatore alla prima edizione di Wrestlemania.
Muore nel 1989 ed è stato sepolto presso il cimitero "Porta del Paradiso" di Hawthorne, New York.

## Palmarès

### Club
- World Series: 5

New York Yankees: 1951-1953, 1956, 1977

### Individuale
- MLB All-Star: 1

1956
- Numero 1 ritirato dai New York Yankees